# John Carew (Politiker, 1622)
John Carew (* 3. Juli 1622; † 15. Oktober 1660 in London) war ein englischer Politiker. Er gehörte zu den sogenannten Regiciden, die König Karl I. zum Tod verurteilten, weshalb er nach der Wiedereinführung der Monarchie in England hingerichtet wurde.

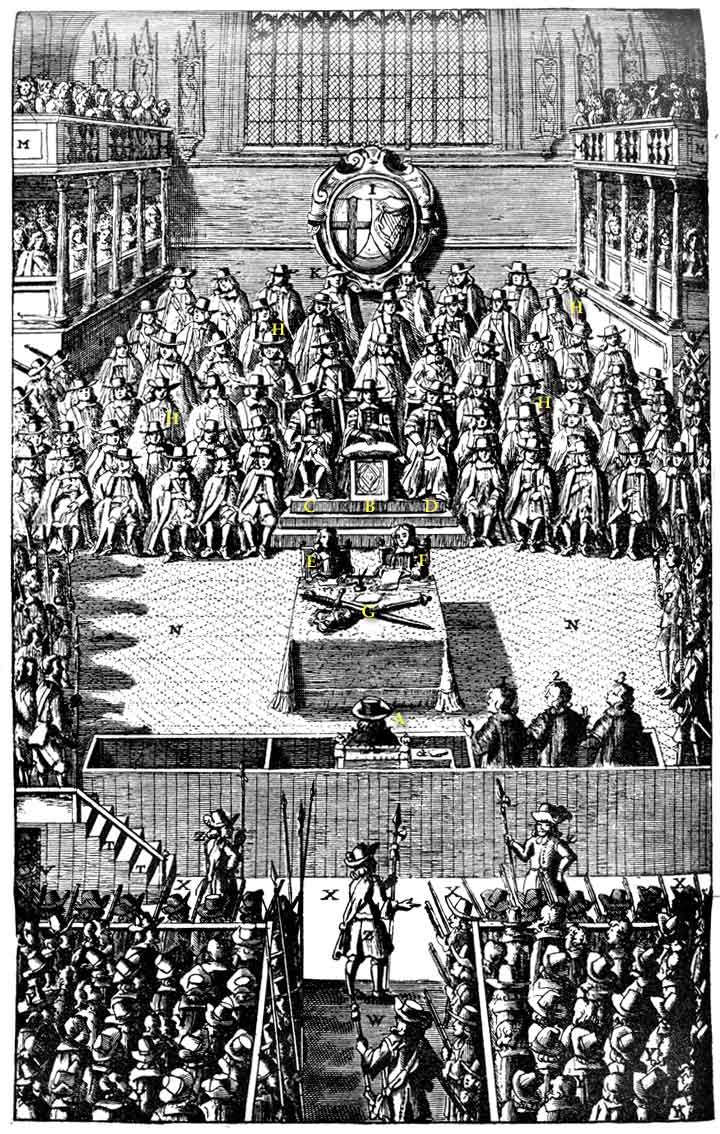
Der High Court of Justice, dem John Carew angehörte, bei der Verhandlung gegen König Karl I. Darstellung aus dem 17. Jahrhundert.

## Herkunft und Ausbildung
John Carew entstammte der Familie Carew aus Antony, einer angesehenen Familie der Gentry von Cornwall. Er war der zweite Sohn von Richard Carew aus dessen zweiten Ehe mit Grace Holle. Sein Vater war Puritaner und ließ seine Kinder religiös erziehen. Ab dem 9. März 1638 studierte Carew in Gloucester Hall in Oxford und ab November 1639 im Inner Temple in London, doch erwarb er keinen formalen Abschluss. Während des Englischen Bürgerkriegs starb sein Vater 1643. Sein älterer Halbbruder Alexander, der die Besitzungen des Vaters geerbt hatte, wurde wegen Verschwörung gegen das Parlament verhaftet, verurteilt und Ende 1644 hingerichtet.

## Mitunterzeichner des Todesurteils gegen den König
Als überzeugter Puritaner wurde Carew Ende Februar 1647 als Abgeordneter für Tregony in Cornwall in das Lange Parlament gewählt. Dort stimmte er als unabhängiger Abgeordneter, hatte jedoch bis zu Pride’s Purge im Dezember 1648 wenig Einfluss. 1647 gehörte er zu den Abgeordneten, denen die Schotten den gefangen genommenen König Karl I. in Holdenby House übergaben. Carew war an den Vorbereitungen des Prozesses gegen den König beteiligt, und obwohl er zunächst versuchte, nicht dem High Court of Justice anzugehören, verteidigte er schließlich die Rechtmäßigkeit des Verfahrens, beteiligte sich eifrig an den Verhandlungen und unterzeichnete schließlich mit das Todesurteil gegen den König.

## Rolle während des Commonwealth
Während des Commonwealth of England nahm Carew engagiert an den Sitzungen des Rumpfparlaments teil. Im Februar und im November 1651 wurde er in den Staatsrat gewählt. Dabei setzte er sich für die Auflösung des Kronguts und des kirchlichen Besitzes ein, nahm aber auch an Verhandlungen gegen Verdächtige und Straftäter teil. Begeistert forderte er eine Rechtsreform und war an der Auswahl der von Matthew Hale geleiteten Kommission beteiligt, die die Justiz reformieren sollte. Carew trat für religiöse Toleranz ein und wünschte sich auch soziale Verbesserungen für Arme und Verschuldete. Während des Ersten Englisch-Niederländischen Seekriegs bewies er sowohl bei Verhandlungen wie auch in Marinefragen Sachkenntnis. Zusammen mit seinem Freund Thomas Harrison wurde er einer der Führer des Millenarismus und der Fifth Monarchy Men. Im Parlament der Heiligen vertrat er Devon und wurde im Juli und November 1653 wieder in den Staatsrat berufen. Wegen seiner Tätigkeit im Marineausschuss durfte er aber in dem Parlament keine aktive Rolle spielen. Dabei hatte Carew bislang die führende Rolle von Cromwell akzeptiert, doch als dieser Ende 1653 das Parlament der Heiligen auflöste und sich zum Lordprotektor ernannte, lehnte er dessen Machtfülle ab. In seiner 1654 veröffentlichten Schrift The Grand Catastrophe verdächtigte Carew, dass Cromwell sein Amt vererben wolle. Er soll in die Verschwörung von John Wildman gegen Cromwell verwickelt gewesen sein, und im Februar 1655 forderte er die Freilassung von Christopher Feake und von John Rogers. Als er sich darauf vor Cromwell verantworten sollte, kam er dieser Vorladung nicht nach, da er ihn wegen der Auflösung des Parlaments nicht mehr als rechtmäßigen Machthaber akzeptierte. Daraufhin wurde Carew Mitte Februar 1655 verhaftet und bis Oktober 1656 in Pendennis Castle gefangen gehalten.

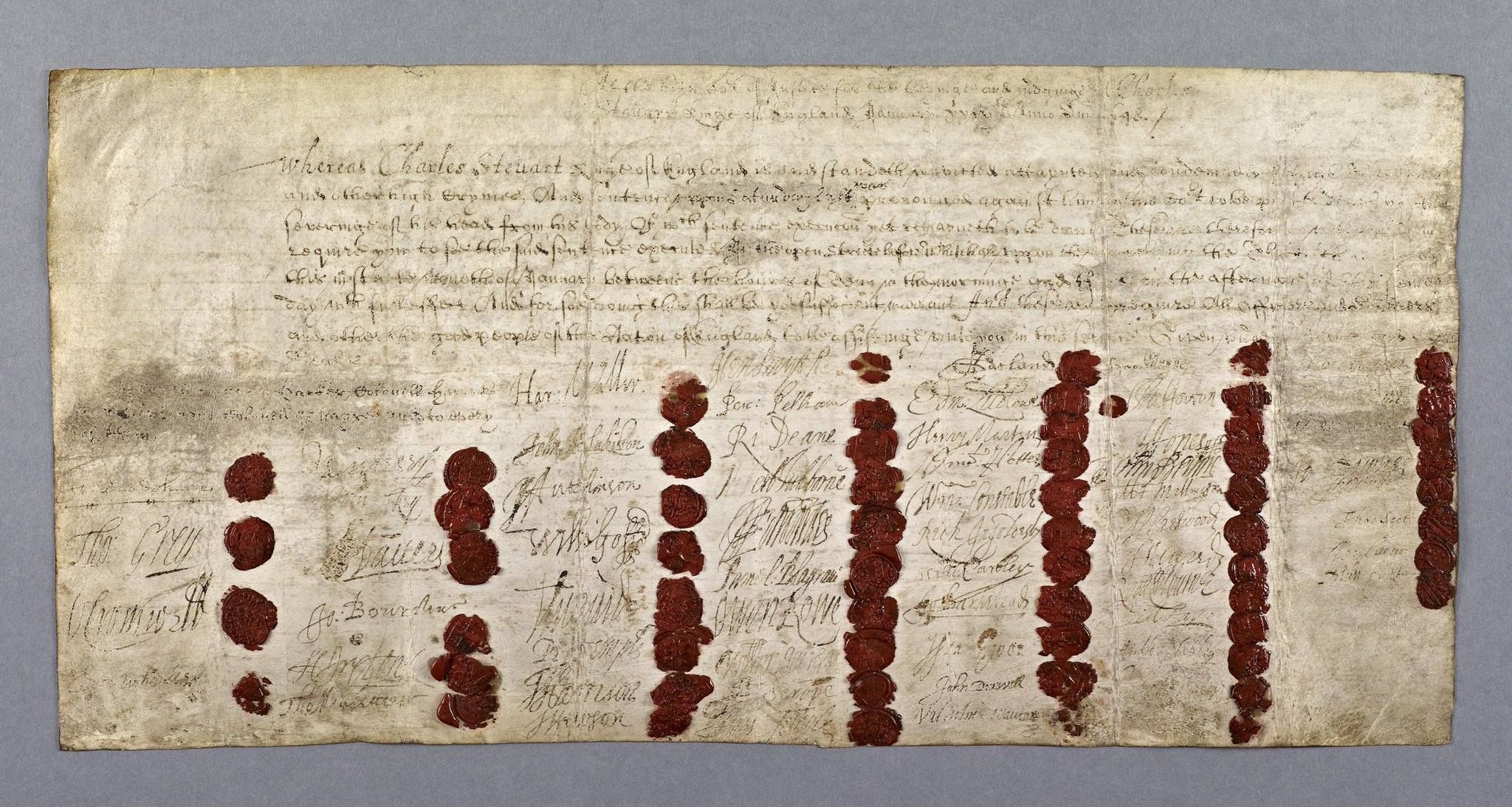
Das von John Carew mit unterzeichnete Todesurteil von Karl I.

## Rückzug aus der Politik, Gefangennahme und Hinrichtung
Nach seiner Freilassung zog Carew sich nach Antony zurück. 1657 lehnte er es ab, die von Thomas Venner geplante Revolte der Fifth Monarchy Men gegen Cromwell zu unterstützen. Anfang 1658 gehörte er zu den Millenaristen, die ein Bündnis mit den Baptisten suchten. Im Mai nahm er an einem Treffen der Baptisten in Dorchester teil, doch letztlich lehnten die Baptisten das Bündnis ab. Im Mai 1659 sollte Carew wieder dem Rumpfparlament angehören und am 26. Mai wurde er wieder in den Marineausschuss berufen. Offenbar nahm er jedoch an den Sitzungen nicht teil, weshalb er für seine Abwesenheit eine Strafe von £ 100 zahlen sollte. Als nach dem Ende des Commonwealth im Frühjahr 1660 Karl, der Sohn des hingerichteten Königs nach England zurückkehrte und die Monarchie wiederhergestellt wurde, flüchtete Carew nicht ins Exil, obwohl ihm drohte, als Regicide angeklagt und hingerichtet zu werden. Seine Verhaftung verzögerte sich jedoch bis Oktober. Am 10. Oktober 1660 wurde er im Old Bailey angeklagt. Am 12. Oktober 1660 bezeugte er seine Unterschrift unter das Todesurteil gegen den König, bestand aber darauf, sowohl Gott wie auch dem Parlament gehorsam gewesen zu sein. Die darüber aufgebrachten Richter verurteilten ihn zum Tode, und am 15. Oktober 1660 wurde er am Charing Cross durch Hanged, drawn and quartered hingerichtet. Carew ging gefasst zum Schafott und erwartete, dass Gott seine Verfolger bestrafen würde. Obwohl seiner Familie zugesagt worden war, dass ihnen seine Leiche zur Bestattung übergeben würde, wurde Carews nackte Leichenteile zunächst durch die Straßen geschleift und am Newgate öffentlich zur Schau gestellt, ehe sie der Familie zur Bestattung übergeben wurden.